# Elisa Zulueta
María Elisa Zulueta Yáñez (Providencia, Santiago, 14 de septiembre de 1981) es una actriz, dramaturga, escritora y directora teatral chilena.

## Biografía
Sus padres son el profesor Ramón Zulueta y la arquitecta Laura Yáñez, quienes se separaron cuando ella tenía siete años. Vivió con su madre hasta los 21 años y su padre murió de cáncer en 2007. Cuando ésta se fue a Paine, ella y su hermana Florencia optaron por quedarse en la capital.
Estudió en el colegio Juanita de los Andes y después Teatro en la Universidad Católica, donde se graduó en 2005. 
Comenzó como actriz de teatro bajo la dirección de Claudia Echenique en obras como Ricardo III, Macbeth, ambas de Shakespeare, y Nagy, adaptación de la novela homónima de Jaime Collyer. También actuó en Estaciones de paso, dirigida por Álvaro Viguera.
En televisión, ha colaborado en distintas producciones de ficción de diversas casas televisivas. En TVN interpretó pequeños papeles en telenovelas y series. Con el rol de Julia Amigo en la teleserie Lola de Canal 13, fue donde ganó mayor notoriedad (2008).  
Actuó también en Feroz (2010), Soltera otra vez (2012), ambas de Canal 13, y en Dama y obrero (2012) y Socias (2013) de TVN. En esta última interpretó a Dolores Montt. 
Su ópera prima como dramaturga, Pérez (2009), tuvo buena acogida, tanto de público como a nivel de crítica, y fue llevada al cine por Viguera bajo el mismo título. La película, con guion de Zulueta, ganó el premio al mejor director en el Santiago Festival Internacional de Cine 2012.
Además de Pérez, ha escrito Gladys, con la que ganó los premios Altazor 2012 de dirección de teatro y de obra, y Mia. Zulueta debutó como directora con sus dos primeras obras, sin embargo, no dirigió la tercera, que fue puesta en escena por Javiera Fernández.
Además de actuar en teatro y televisión, también lo ha hecho en largometrajes. Participó en las películas Tanto tiempo, de Claudio Polgatti, Mamá, de Juan Pablo Fernández (ambas de 2009), El incontrolable mundo del azar, de Fernando Lasalvia, que se estrenó en el Sanfic 2012, y Qué pena tu familia (2012), de Nicolás López.
El 11 de mayo de 2019 presentó su libro infantil ¡Por qué no puedo ser Perrito! y en 2023 lanzó los libros Niño Cocodrilo y El Ratón Morón.
En 2022 estrenó el podcast Expertas en nada junto a la comediante Paloma Salas, convirtiéndose en el octavo podcast más escuchado en Chile en 2023.

## Filmografía

### Películas
| Cine | Cine                            | Cine                 | Cine |
| Año  | Película                        | Papel                |      |
| ---- | ------------------------------- | -------------------- | ---- |
| 2009 | Tanto tiempo                    | Elisa                |      |
| 2009 | Mamá                            |                      |      |
| 2012 | El incontrolable mundo del azar | Cristina Armijo      |      |
| 2012 | Qué pena tu familia             | Valentina            |      |
| 2014 | No soy Lorena                   | Secretaria Académica |      |
| 2018 | Swing                           | Dolores              |      |
| 2024 | El fantasma                     | Judi                 |      |
| 2024 | El lugar de la otra             | Mercedes Arévalo     |      |

### Televisión
| Año       | Título               | Papel              | Notas                       |
| --------- | -------------------- | ------------------ | --------------------------- |
| 2007-2008 | Lola                 | Julia Amigo        | Reparto                     |
| 2010      | Feroz                | Valentina Sanhueza | Reparto                     |
| 2011      | Soltera otra vez     | Marjorie López     | Reparto                     |
| 2012      | Dama y obrero        | Mireya Ledesma     | Elenco principal            |
| 2013      | Socias               | Dolores Montt      | Protagonista; 115 episodios |
| 2014-2015 | No abras la puerta   | Silvana Buvinic    | Elenco principal            |
| 2021-2022 | La torre de Mabel    | Soledad Padmini    | Protagonista; 143 episodios |
| 2021-2022 | Amar profundo        | Marlén Marambio    | Elenco principal            |
| 2023-2024 | Como la vida misma   | Paula Sáez         | Elenco principal            |
| 2024      | Secretos de Familia  | Rocío Hormazábal   | Reparto                     |
| 2025-2026 | Reunión de superados | Teresa Astaburuaga | Elenco principal            |

| Año  | Título                | Papel             | Notas                      |
| ---- | --------------------- | ----------------- | -------------------------- |
| 2007 | Mi primera vez        | Marcia            | Episodio: Daniel           |
| 2014 | La canción de tu vida | Natalia Nuñez     | Episodio: Huele a peligro  |
| 2015 | Juana Brava           | Juana Bravo       | Protagonista; 12 episodios |
| 2016 | Por fin solos         | Catalina Carranza | Protagonista; 24 episodios |
| 2017 | Un diablo con ángel   | Blanca Morales    | Protagonista; 70 episodios |
| 2020 | La jauría             | Teresa            | Reparto                    |

| Año  | Título           | Rol                  |
| ---- | ---------------- | -------------------- |
| 2022 | Corderos         | Victoria (personaje) |
| 2022 | Expertas en nada | Coanimadora          |

### Teatro
| Año(s)  | Obra                                                 | Teatro(s)                                                   | Directora | Autora | Actriz |
| ------- | ---------------------------------------------------- | ----------------------------------------------------------- | --------- | ------ | ------ |
| 2005    | Nagy (Jaime Collyer)                                 | Teatro Universidad Católica (Claudia Echenique)             |           |        | Sí     |
| 2005    | Ricardo III (Shakespeare)                            | Teatro Universidad Católica (Claudia Echenique)             |           |        | Sí     |
| 2005    | Macbeth (Shakespeare)                                | Teatro Universidad Católica (Claudia Echenique)             |           |        | Sí     |
| 2007    | Estaciones de paso (Almudena Grandes)                | Lastarria 90 (Álvaro Viguera)                               |           |        | Sí     |
| 2008    | Talk Radio (Eric Bogosian)                           | Lastarria 90 (Felipe Hurtado)                               |           |        | Sí     |
| 2009    | Pérez                                                | Teatro del Puente                                           | Sí        | Sí     |        |
| 2011-13 | Gladys                                               | Teatro del Puente (2011) Teatro UC (2012) Centro GAM (2013) | Sí        | Sí     | Sí     |
| 2012    | Mía                                                  | Teatro Mori Bellavista (Javiera Fernández)                  |           | Sí     |        |
| 2013-14 | La Grabación (Rafael Gumucio)                        | Centro GAM (Álvaro Viguera)                                 |           |        | Sí     |
| 2015    | 80's, el musical (Claudia Hidalgo y Natalia Grez)    | Teatro Nescafé de las Artes (Natalia Grez)                  |           |        | Sí     |
| 2018    | Todos eran mis hijos (Arthur Miller)                 | Teatro Universidad Católica (Álvaro Viguera)                |           |        | Sí     |
| 2022    | La gata sobre el tejado de zinc (Tennessee Williams) | Teatro Municipal de Las Condes (Álvaro Viguera)             |           |        | Sí     |
| 2022-23 | Lucas y yo (Hernán Casciari)                         | Teatro Municipal de Las Condes                              | Sí        |        |        |

## Publicaciones

### Libros
- ¡Por qué no puedo ser perrito! (2019).
- Niño Cocodrilo (2023).
- El Ratón Morón (2023).

## Radio
- Radio Zero (2018-2019)
- Radio Concierto (2019-2021)

## Premios
Premios Altazor
| Año  | Categoría                             | Obra   | Resultado |
| ---- | ------------------------------------- | ------ | --------- |
| 2012 | Artes escénicas - Teatro: Dirección   | Gladys | Ganadora  |
| 2012 | Artes escénicas - Teatro: Dramaturgia | Gladys | Ganadora  |

Premios Caleuche
| Año  | Categoría                             | Obra                   | Resultado | Ref.   |
| ---- | ------------------------------------- | ---------------------- | --------- | ------ |
| 2016 | Mejor Actriz Protagónica - Serie      | Juana Brava            | Nominada  | [ 7 ]  |
| 2022 | Mejor Actriz Protagónica - Teleseries | La torre de Mabel      | Nominada  | [ 8 ]  |
| 2024 | Mejor Actriz de Soporte - Teleseries  | Como la vida misma     | Nominada  | [ 9 ]  |
| 2025 | Mejor Actriz Protagónica - Cine       | En el lugar de la otra | Ganadora  | [ 10 ] |